# Третьяк, Анатолий Григорьевич (Герой Социалистического Труда)
Анато́лий Григо́рьевич Третья́к (1928—1989)  — советский капитан дальнего плавания, Герой Социалистического Труда.

## Биография
Родился 20 августа 1928 года в Одессе. В годы Великой Отечественной войны 14-летним подростком поступил на работу матросом Черномортехфлота и токарем судоремонтных мастерских в Потийском морском порту. Позже работал матросом Черномортехфлота  в Одессе. В 1944 году поступил в только что созданное Одесское высшее мореходное училище на судоводительский факультет. Окончив его в сентябре 1949 года, стал 3-м, 2-м и старшим помощником капитана на пароходе «Генерал Черняховский» Черноморского государственного морского пароходства, где зарекомендовал себя грамотным штурманом. В 1952 году вступил в КПСС.
В 1954—1963 годах работал капитаном на ряде судов ЧМП, в том числе «Ижора», «Иван Сеченов» (1954—1959), «Лениногорск» (1959—1963). Под началом А. Г. Третьяка теплоход «Лениногорск» осуществлял перевозки народно-хозяйственных и специальных (Карибский кризис) грузов на Кубу и в Африку. В каждом из рейсов экипаж теплохода добивался перевозки сверх плана 140—170 тонн грузов. Благодаря этому значительно перевыполнялись плановые задания 1961 и 1962 годов, при этом с сокращением стояночного времени. За большой вклад в развитие внешних экономических связей команда судна была отмечена Вымпелом Совета Министров СССР, а в 1961 году, незадолго до XXII съезда КПСС, удостоена звания «Коллектив коммунистического труда».
В этот же период А. Г. Третьяку было присуждено звание «Лучший капитан Министерства морского флота СССР», а 9 августа 1963 года Указом Президиума Верховного Совета СССР за выдающиеся успехи, достигнутые в деле развития морского транспорта, ему было присвоено звание Героя Социалистического Труда с вручением ордена Ленина и золотой медали «Серп и Молот».
После обучения на курсах усовершенствования руководящего состава при Одесском высшем мореходном училище (1963—1964) А. Г. Третьяк работал начальником управления сухогрузного флота, заместителем начальника ЧМП. С 1968 года он занимал пост заместителя начальника пароходства по безопасности мореплавания, на котором внёс немалый вклад в организацию транспортных перевозок на внутренних и внешних судоходных линиях.
19 сентября 1986 года, сразу же после крушения пассажирского парохода «Адмирал Нахимов», по представлению правительственной комиссии во главе с А. Г. Алиевым, А. Г. Третьяк был исключён из КПСС, а 29 сентября «за необеспечение безопасности работы флота» уволен из пароходства. С октября 1986 до августа 1989 года работал научным сотрудником в Черноморниипроекте (ЮжНИИМФ).
Неоднократно избирался депутатом Одесского городского Совета народных депутатов, членом парткома ЧМП.
Умер 31 августа 1989 года в Одессе на 62-м году жизни. Похоронен на Таировском кладбище.

## Награды
- Герой Социалистического Труда (09.08.1963)
- орден Ленина (09.08.1963)
- орден Трудового Красного Знамени (03.08.1960)
- Почётный работник Морского флота СССР
- Лучший капитан Министерства морского флота СССР